# Antiga església de Sant Joan
Antiga església de Sant Joan és una església amb elements gòtics i barrocs de Térmens (Noguera) declarada bé cultural d'interès nacional.

## Descripció
L'antiga església de Sant Joan, avui reconvertida en un centre cultural municipal, es troba encimbellada sobre un turó que domina el marge esquerre del riu Segre, al nord del nucli medieval (el castell i la vila closa de Térmens,núm 1822) de Térmens. Està envoltada per l'oest i el sud per la plaça de l'Església i al cantó sud-est se li adossen els habitatges que tanquen la plaça.
Es tracta d'una església d'una sola nau que ser originalment bastida pels hospitalers el segle xiii en estil romànic, que fou notablement ampliada i reformada el segle xvi de manera que l'original romànic gairebé va desaparèixer sota l'estructura gòtica i, finalment, el segle xviii se li va adossar el campanar a la façana sud, de base quadrada i coronament octogonal. El 1966, en consagrar al culte una nova església a Térmens, aquesta restà abandonada i fou donada al municipi, que n'inicià un procés de recuperació a partir dels anys 80 del segle XX que ocasionà l'excavació arqueològica que en descobrí, entre d'altres, les restes romàniques. El subsòl de l'església forma part del jaciment arqueològic 4434 - Castell i església de Térmens.
L'excavació arqueològica de 1986 va permetre recuperar l'estructura original del temple bastit pels hospitalers el segle xiii, a partir de la qual s'anaren realitzant les successives reformes i ampliacions que finalitzaren amb l'edifici actual. L'església romànica era una senzilla construcció d'una sola nau amb absis semicircular i tres trams dividits per arcs torals. El mur sud és l'únic que conserva l'alçada original, de la qual cosa es dedueix que la coberta era de fusta, a dos vessants.

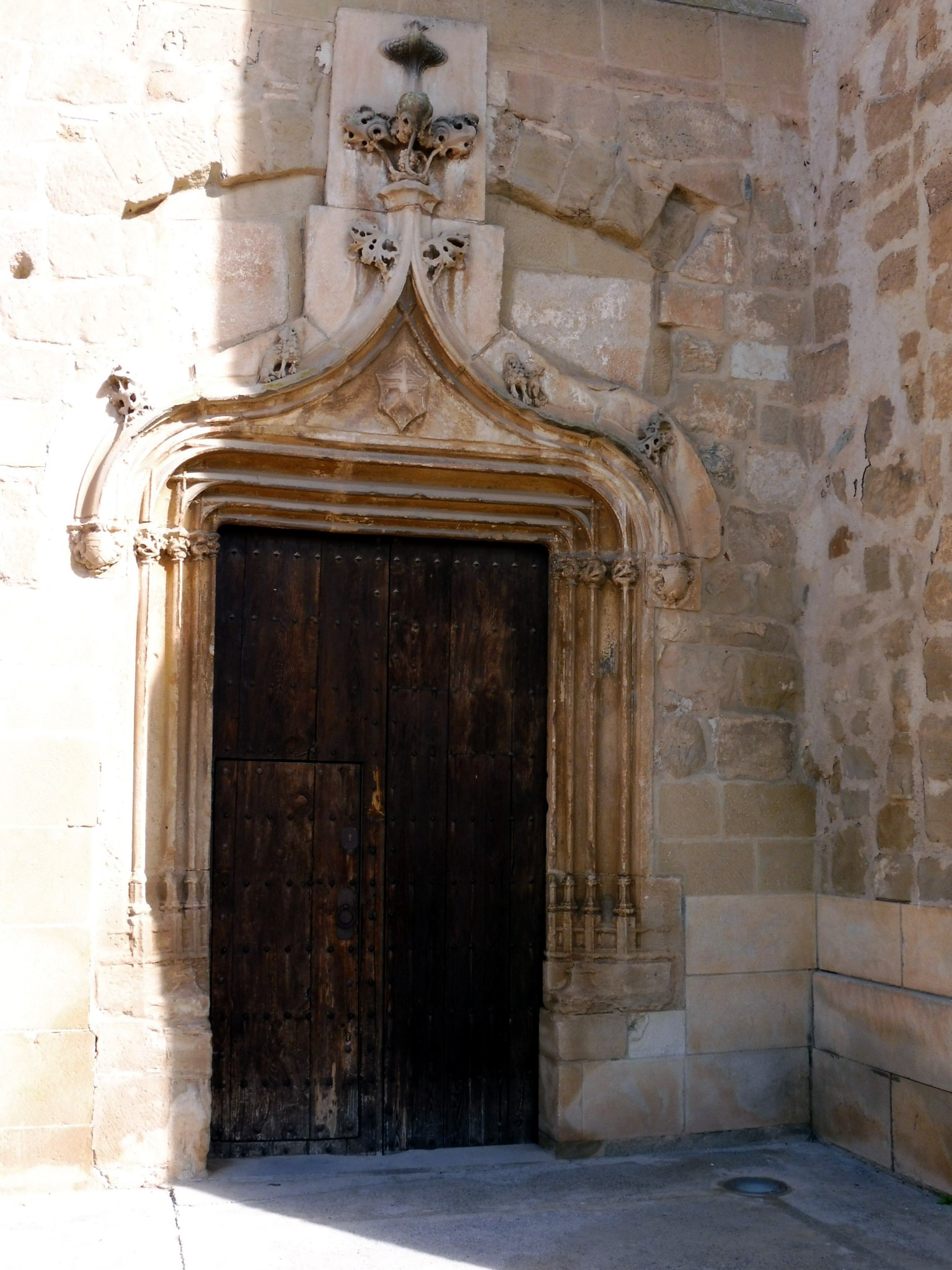
Portada gòtica

L'aspecte actual de l'antiga església de San Joan és bàsicament similar al que degué tenir després de la reforma i ampliació en estil gòtic tardà el segle xvi, en que s'alterà principalment la façana oest i la capçalera. Es va aprimar el mur de ponent i tot l'angle sud-oest i alhora es va donar cabuda a noves portes: la senzilla d'arc de mig punt adovellat que comunicava amb el castell veí des de la façana de ponent, i la porta d'arc rebaixat que s'obria al mur sud i que probablement al segle xvi fou substituïda per una portalada gòtica d'arc conopial amb floró calat i motllures a les arestes. Les noves voltes de tercelets donen més alçada a l'edifici, que alhora s'amplia considerablement pel presbiteri i a la banda nord, que completen l'edifici gòtic amb paraments d'aparell regular de pedra sorrenca sense obertures que li atorguen un aspecte homogeni.
La façana sud, en canvi, conté tres trams de panys de paret diferenciats que encara que corresponen a aparells regulars denoten la successió de reformes, la més notòria de les quals correspon al campanar el segle xviii. Una nau lateral al sud (avui molt reformada en la conversió de l'església en centre cultural) s'adossà a la nau original romànica i al campanar en aquest punt. La teulada és a quatre vessants, amb els ràfecs a 4 nivells de rajola i un de teula.
Actualment l'interior ha estat profundament reformat en la conversió de l'edifici, el 1992, en un centre cultural.

## Història
El 1106, Ermengol VI d'Urgell va conquerir el castell sarraí de Térmens, que fou recuperat momentàniament pels sarraïns després de la batalla de Corbins el 1126 fins que fou reconquerit pel mateix comte abans de 1147, any en què inicià la campanya del Segrià. El 1143 apareix com a castlà del territori Arnau Berenguer d'Anglesola, cavaller de Ramon Berenguer IV que acompanyà aquest comte en el setge de Lleida. El 1278, el senyor de Térmens, Ramon d'Anglesola, cedí el seu feu, que comprenia la vila i el castell, a l'orde de Sant Joan de Jerusalem. Els hospitalers hi establiren el 1283 una comanda, que fou integrada a la vegueria de Cervera i que perdurà fins al 1835. Dins la vila closa els hospitalers bastiren l'església de Sant Joan, d'estil romànic i per a ús exclusiu de la comunitat monàstica. El 1584 es va assolir una llarga aspiració dels veïns del poble, quan l'església de Sant Joan fou cedida per als usos parroquials tot i que els hospitalers en mantenien la primícia. Aquest fet originà una gran reforma de l'església romànica que gairebé desaparegué sota l'estructura gòtica. En els segles següents, la construcció de noves capelles provocà l'enderrocament dels murs medievals fins al punt que pràcticament s'esborrà tot testimoni de l'església original. El 1966 es consagrà el culte d'una nova església parroquial i aquesta restà abandonada fins que fou cedida al municipi, que el 1982 endegà la campanya de recuperació que permeté reutilitzar l'edifici com a centre cultural des de 1992.